# ”Jag vägen är” har Jesus sagt
”Jag vägen är” har Jesus sagt är en sång med text från 1883 av Fredrik Engelke och musik i D-dur av H Wright.

## Publicerad i
- Stridssånger 1887 som nr 10 med titeln "Jesu fotspår" (The blood of Jesus cleanses white as snow).
- Musik till Frälsningsarméns sångbok 1907 som nr 201.
- Frälsningsarméns sångbok 1929 som nr 125  under rubriken "Helgelse - Helgelsens verk".
- Frälsningsarméns sångbok 1946, som nr 169 under rubriken "Helgelse".
- Frälsningsarméns sångbok 1968 som nr 172 under rubriken "Helgelse".
- Frälsningsarméns sångbok 1990 som nr 420 under rubriken "Helgelse".